# Chiara Fabiano
Chiara Fabiano (Roma, 20 settembre 2004) è una doppiatrice italiana.

## Biografia
Figlia di un'assistente editoriale e segretaria di edizione, è sorella minore di Mattia Fabiano, al fianco del quale ha iniziato a doppiare all'età di quattro anni, pur non sapendo ancora leggere. La loro carriera ha inizio nel momento in cui la madre, che lavora nel mondo del doppiaggio, li propone per interpretare le voci di due bambini giocatori di pallacanestro. Il suo primo ruolo importante da doppiatrice è stato in Paranormal Activity 3 del 2011, dove doppia il personaggio di Kristi Rey da bambina, interpretato da Jessica Tyler Brown, ruolo per cui la stessa Fabiano ha manifestato soddisfazione, apprezzando il genere in cui spesso si è ritrovata a doppiare spesso bambine "possedute" ma non solo, lavorando all'edizione italiana di titoli quali Ouija e il seguito Ouija - L'origine del male; Annabelle 2: Creation, The Ring 3 e Scream 5.
Tra il 2014 e il 2022 ha seguito diversi corsi di recitazione, fra cui quelli di Artès, scuola diretta da Enrico Brignano.
Dal 2016 è la voce di Undici (Millie Bobby Brown), nella serie televisiva di Netflix Stranger Things, dov'è presente anche il fratello Mattia, che nella serie presta la voce a Dustin Henderson (Gaten Matarazzo). Chiara Fabiano ha dichiarato di essere particolarmente affezionata all'attrice, che ha avuto modo di doppiare anche nei film prodotti per Netflix. Nel 2021, in qualità di attrice, recita nella serie per ragazzi di DeA Kids One Wish.
Nel 2022 presta la voce al personaggio di Meilin "Mei" Lee nel film d'animazione statunitense della Pixar Red. Il doppiaggio le vale il Premio Prodotti di animazione "Le voci di Cartoonia" e L'Anello d'Oro alla XXIII edizione del Festival del doppiaggio Voci nell'Ombra, e La Musa d'Oro "Miglior doppiatrice di animazione" e il premio del pubblico alla terza edizione del Premio Voci Animate. Nell'autunno dello stesso anno presta la voce al personaggio di Mercoledì Addams, interpretato da Jenna Ortega nella serie televisiva Mercoledì. Quest'ultima è una delle attrici che doppia più frequentemente, avendole dato già la voce anche nella serie televisiva Jane the Virgin e nei film Yes Day, Scream, X: A Sexy Horror Story, Scream VI e American Carnage. Sempre nel 2022, per l'emittente DeaKids, conduce il programma televisivo Le cose che... storia.

## Doppiaggio

### Film
- Jenna Ortega in Yes Day, Scream, X: A Sexy Horror Story, American Carnage, Scream VI, Finestkind, Miller's Girl, Beetlejuice Beetlejuice, Death of a Unicorn, Hurry Up Tomorrow
- Talitha Bateman in La quinta onda, Vendetta - Una storia d'amore, Annabelle 2: Creation, Geostorm, Tuo, Simon
- Millie Bobby Brown in Enola Holmes, Enola Holmes 2, Damsel, The Electric State
- Honor Kneafsey in Mistero a Crooked House, Slumber - Il demone del sonno, Legacy of Lies
- Kylie Rogers in Non si gioca con morte, Miracoli dal cielo, Collateral Beauty
- Ariana Greenblatt in Bad Moms 2 - Mamme molto più cattive, Borderlands
- Amiah Miller in The Water Man, Hold Your Breath
- Scarlett Estevez in Daddy's Home, Daddy's Home 2
- Abby Ryder Fortson in Per sempre la mia ragazza, Ci sei Dio? Sono io, Margaret
- Quinn McColgan in Non-Stop, Extinction - Sopravvissuti
- Crystal Lee in Out of Inferno, Unbeatable
- Zoe Colletti in Un bambino chiamato Natale, The Family Plan
- Lyliana Wray in Top Gun: Maverick
- Emilia Jones ne La nostra vacanza in Scozia
- Shailyn Pierre-Dixon in Suicide Squad
- Jessica Tyler Brown in Paranormal Activity 3
- Mercedes Jadea Diaz in Vicky il vichingo
- Morgana Davies in Storm Boy - Il ragazzo che sapeva volare
- Hiba Atallah in The Idol
- Devin Fabry in Un disastro di ragazza
- Malina Weissman in Una vita da gatto
- Julia Butters in The Gray Man
- Afra Sophia Tully in Ouija
- Anuk Steffen in Heidi
- Lulu Wilson in Ouija - L'origine del male
- Bonnie Morgan in The Ring 3
- Addison Riecke ne L'inganno
- Taylor Henderson in Hocus Pocus 2
- Teagan Croft in True Spirit
- Samantha Lorraine in Non sei invitata al mio bat mitzvah
- Shofia Shireen in 24 ore con Gaspar
- Emma Tremblay in The Judge
- Lucrezia Pini in Emma e il giaguaro nero
- Ruby Rose Turner in Descendants: L'ascesa di Red
- Sofia Morandi in Sorelle (s)fortunate
- Isabelle Kusman in Megalopolis
- Sigrid Johnson in Let Go
- Liaden Dunlea in Piccole cose come queste
- Esther McGregor in Babygirl
- Carla Tous in Paddington in Perù
- Sydney Elizabeth Agudong in Lilo & Stitch
- Natalia Iwanska in Death Before the Wedding
- Samantha Lorraine in Dora alla ricerca di Sol Dorado
- Sophia Hammons in Quel pazzo venerdì, sempre più pazzo

### Serie televisive
- Saniyya Sidney in Radici, American Horror Story, The Passage
- Lulu Wilson in The Millers, Sharp Objects, The Haunting
- Jenna Ortega in Jane the Virgin, Mercoledì
- Nico Parker in The Third Day, The Last of Us
- Scarlett Estevez in Lucifer, Ultra Violet & Black Scorpion
- Millie Bobby Brown in Stranger Things
- Madison Horcher in K.C. Agente Segreto
- Navia Robinson in A casa di Raven
- Tess Romero in Elena, diventerò presidente
- Dana Heath in Danger Force
- Alison Fernandez in C'era una volta
- Violet Brinson in Walker
- Sophie Nélisse in Yellowjackets
- Kim Ji-yeon in Venticinque e ventuno
- Zoe Colletti in Boo, Bitch
- Lola Tung ne L'estate nei tuoi occhi
- Auliʻi Cravalho in Ragazze elettriche
- Kerry Ingram ne Il Trono di Spade
- Thalia Tran in Council of Dads
- Audrey Cymone in One Piece
- Nikki Rodriguez in Uno splendido errore
- Ariana Greenblatt in Ahsoka
- Bo Bragason in Nell - Rinnegata
- Lara Aslan in If You Love
- Roh Yoon-Seo in Black Knight
- Lauren Lindsey Donzis in Liv e Maddie
- Zeynep Atılgan in Segreti di famiglia
- Ruoli vari in Grey's Anatomy
- India Fowler in The Agency
- Aisha Dee in Apple Cider Vinegar
- Kyrie McAlpin in Will Trent
- Kate Woodman in Il conte di Montecristo
- Mercedes Barranus in L'Eternauta

### Film d'animazione
- Ella in Sammy 2 - La grande fuga
- Kayo bambina in Si alza il vento
- Lucy van Pelt in Snoopy & Friends - Il film dei Peanuts
- Setsuko in La tomba delle lucciole (ridoppiaggio)
- Dililì in Dililì a Parigi
- Parker Needler in La famiglia Addams
- Alice in La mia vita da Zucchina
- Shinko Aoki in Shinko e la magia millenaria
- Taeko Okajima da giovane in Pioggia di ricordi
- Savannah Meades in Ron - Un amico fuori programma
- Meilin "Mei" Lee in Red
- Natsume Tonai in La casa tra le onde
- Pan in Dragon Ball Super - Super Hero
- Kat Elliot in Wendell & Wild
- Pixi in Argonuts - Missione Olimpo
- Suzume Iwato in Suzume
- Venerabile Lupo in Il castello invisibile
- Anna in Vampiretto
- Mina in Dreambuilders - La fabbrica dei sogni
- Sailor Iron Mouse in Pretty Guardian Sailor Moon Cosmos - Il film
- Kimi Sakunaga in I colori dell'anima - The Colors Within

### Serie animate
- Bitsy Beagleberg (st. 1), Pearl, Poppy e Silvia in Topolino - Strepitose avventure
- Manon Chamack, Ella ed Etta Césaire in Miraculous - Le storie di Ladybug e Chat Noir
- Amaya / Gufetta (1ª voce) in PJ Masks - Superpigiamini
- Angelita Perez/Nubess (1ª voce) in MeteoHeroes
- Nico Wakatsuki in Witch Watch
- Gabi Braun in L'attacco dei giganti
- Asuka (1ª voce) in Fairy Tail
- Brooklynn in Jurassic World - Nuove avventure, Jurassic World - Teoria del caos
- Takagi in Non mi stuzzicare, Takagi!
- Kaede Kaburagi in Tiger & Bunny
- Powder da bambina in Arcane
- Yukimi Togakushi in Kakegurui Twin
- Mikuni Kato in Komi Can't Communicate
- Fumi Isshiki in Appare-ranman!
- Erika Arendt in Ken il guerriero: Le origini del mito
- Miya in Black Rock Shooter: Dawn Fall
- Nancy in Fancy Nancy Clancy
- Yue Yue in Kung Fu Panda - Mitiche avventure
- Luthera / Lama Errante da giovane in Kung Fu Panda: Il cavaliere dragone
- Teeny e uccellino in Sofia la principessa
- Jeanie in Bazoops!
- Lala in Dottoressa Peluche
- Penelope in Wishenpoof!
- Spilunga in La banda della natura
- Scootio in Ricky Zoom
- Gemma in Imaginext
- Mia in Little People
- Tessa in Super Buddy
- Rei Ohashi / Rae Taylor in I'm in Love with the Villainess
- Edel in Frieren - Oltre la fine del viaggio
- Ato in Übel Blatt
- Kaya Saimori in Il mio matrimonio felice
- Kiyoko Otawara in The Grimm Variations
- Celia in Mermaid Magic
- Ranma Saotome (femmina) in Ranma ½ (serie 2024)
- O in Secret Level
- Amy in Alex Player

## Filmografia
- One Wish – serie TV (2021)

## Programmi televisivi
- Le cose che... storia (2022) – conduttrice

## Teatro
- Macerie, regia di Fabiana Bruno (2022)

## Riconoscimenti
- Festival Voci nell'Ombra
  - 2022 - Premio Prodotti di animazione "Le voci di Cartoonia" per il doppiaggio di Meilin "Mei" Lee in Red[1][7]
  - 2022 - Anello d’Oro per il doppiaggio di  Meilin "Mei" Lee in Red[3]
- Premio Voci Animate
  - 2023 - La Musa d'Oro - Miglior doppiatrice animazione" per il doppiaggio di Meilin "Mei" Lee in Red[3]
  - 2023 - Premio del pubblico per il doppiaggio di  Meilin "Mei" Lee in Red[3]
- XXX Festival Internazionale del Fumetto, Animazione, Cinema e Games Romics
  - 2023 - Premio del pubblico - Miglior voce femminile per il doppiaggio di Jenna Ortega in Mercoledì
  - 2023 - Premio della giuria di qualità - Miglior voce femminile per il doppiaggio di Jenna Ortega in Mercoledì
- Best Movie Award
  - 2023 - Miglior doppiatrice
- Giffoni Film Festival
  - 2024 - Explosive Talent Award